# Kayra
Kayra, var skapelsens och ljusets gud i den ursprungliga traditionella turkisk-mongoliska religionen, tengriismen.